# Голозинци
Голозинци (на македонска литературна норма: Голозинци) е село в Северна Македония, част от община Чашка.

## География
Селото е разположено на 20 километра югозападно от град Велес, на десния бряг на река Тополка. Църквата в селото е „Възнесение Господне“ („Свети Спас“).

## История
В XIX век Голозинци е българско село във Велешка кааза, Нахия Грохот на Османската империя. В „Етнография на вилаетите Адрианопол, Монастир и Салоника“, издадена в Константинопол в 1878 година и отразяваща статистиката на населението от 1873 година, Голозенци (Golozentzi) е посочено като село с 23 домакинства и 98 жители българи. Според статистиката на Васил Кънчов („Македония. Етнография и статистика“) в края на XIX век Голозинци има 220 жители българи християни.
Жителите му в началото на века са под върховенството на Българската екзархия – според статистиката на секретаря на Екзархията Димитър Мишев („La Macédoine et sa Population Chrétienne“) в 1905 година в Голозинци живеят 128 българи екзархисти.
След Междусъюзническата война в 1913 година селото остава в Сърбия.
На етническата си карта от 1927 година Леонард Шулце Йена показва Голозинца (Golozinca) като българско християнско село.

## Личности
Родени в Голозинци
- Андон Кьосето (1855 – 1953), български революционер, войвода на ВМОРО